# Годзилла против Хэдоры
Годзилла против Хэдоры (яп. ゴジラ対ヘドラ) - японский фантастический кайдзю-фильм, одиннадцатый про Годзиллу и первый о Хэдоре, сиквел фильма «Атака Годзиллы». Это единственный фильм с Годзиллой, режиссёром которого был Ёсимицу Банно. В фильме присутствует экологическая тематика. Мировая премьера состоялась 24 июля 1971 года. 
В США фильм транслировался в 1972 году под названием «Годзилла против Смог-монстра» (Godzilla vs. the Smog Monster).
Релиз фильма на DVD состоялся в 2004 году.

## Сюжет
Старый рыбак приносит профессору Яно странное существо, напоминающее головастика, и мимоходом жалуется, что резко снизился улов. Скоро в теленовостях показывают, как что-то гигантских размеров переламывает напополам судно, и сын профессора Кен находит сходство с «головастиком» рыбака. Профессор вместе с сыном отправляются исследовать побережье. Они обнаруживают гигантского «головастика». Кен называет существо Хедора. При дальнейшее изучении выясняется что Хедоры питаются загрязнениями из залива, мелкие Хедоры-головастики могут сформироваться в огромную Хедору, которая может принимать любые формы и даже умеет летать. Скоро гигантский Хедора появляется в заливе Сагами. Чудище забирается на трубы местной фабрики и словно завзятый курильщик затягивается из них дымком. Годзилла бросает вызов новому монстру. В схватке двух титанов начинают гибнуть люди.

## В ролях
| Актёр            | Роль            |
| ---------------- | --------------- |
| Акира Ямаути     | доктор Тору Яно |
| Тосиё Кимура     | Тоси Яно        |
| Хироюки Кавасэ   | Кэн Яно         |
| Кэйко Мари       | Мики Фудзияма   |
| Тосио Сиба       | Юкио Кэути      |
| Харуо Накадзима  | Годзилла        |
| Кэмпатиро Сацума | Хэдора          |

## Описание Хэдоры
В 1970-е гг стала остро чувствоваться проблема загрязнения окружающей среды - токсичные отходы, сливавшиеся в океан, загрязняют гидросферу, заводы отравляют воздух. Поэтому образ Хэдоры как нельзя больше подходит для обстановки всего фильма.
После фильма «Атака Годзиллы» Хэдора стала вторым новым противником Годзиллы. В сущности Хэдора - это пришелец, но откуда и как она оказалась на Земле - неизвестно.
Первая стадия Хэдоры похожа на головастика, за которого его сначала и приняли. Он плавает в воде, и не может жить на суше.
На второй стадии Хэдора уже может передвигаться вне воды. Он даже может парить в воздухе, для чего, вероятно, и вдыхает газы.
Следующая стадия уже только летает - у него нет конечностей, но чётко различимы плоские крылья как у скатов. Может выпускать соляную кислоту в газовом состоянии.
Взрослая особь передвигается по земле на толстых задних конечностях, в качестве оружия у неё появляется красный тепловой луч.
На всех стадиях для Хэдоры губителен электрический ток и тепловой луч Годзиллы, убить монстра удалось заманив его  в гигантский конденсатор и пустив по нему электрические волны.
На момент выхода фильма Хэдора была самым сильным врагом Годзиллы.
В Японии в кинотеатрах фильм посмотрели 1 740 687 зрителей.
Это единственный фильм, в котором Годзилла может летать, используя свой атомный луч как турбину.